# Десять карбованцев
Десять карбованцев  (укр. Десять карбованців) — номинал денежных купюр, выпускавшихся:
- Украинской Социалистической Советской Республикой в 1919 году;
- Украинской Директорией в 1919 году;
- Рейхскомиссариатом Украина в 1942—1944 годах;
- Национальным банком Украины в 1992—1994 годах.

## Банкноты 1919 года

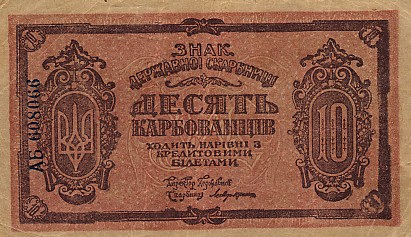
10 карбованцев 1919 года Украинской Директории

Матрица для выпуска банкнот в 10 карбованцев была подготовлена при правительстве гетмана Скоропадского, поэтому на аверсе купюры помещены буквы «УД» (Украинская держава). Клише и часть заготовленных к выпуску купюр были захвачены 5 февраля 1919 года занявшими Киев советскими войсками. В мае 1919 года Советским правительством Украины был начат выпуск банкнот с использованием этого клише.
В августе 1919 года выпуск этой же купюры был начат Украинской Директорией — правительством Украинской Народной Республики.
Советские купюры отличаются от купюр Директории бумагой, краской, водяными знаками и местом расположения серии и номера.

## Банкнота Рейхскомиссариата Украина

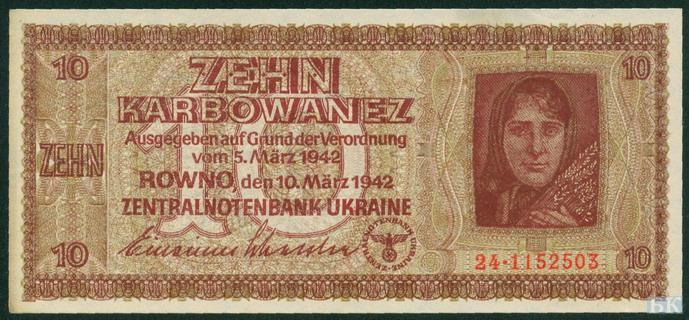
10 карбованцев 1942 года

В центре на фоне номинала цифрами «10» номинал на немецком языке: ZEHN KARBOWANEZ (Десять карбованцев). Под ним текст: Ausgegeben auf Grund der Verordnung vom 5. März 1942 / ROWNO, den 10. März 1942. ZENTRALNOTENBANK UKRAINE (Выпуск на основании распоряжения от 5 марта 1942 г. Ровно, 10 марта 1942 г. Центральный эмиссионный банк Украины). В самом низу — подпись управляющего банком, справа от подписи штамп в виде герба Германской империи (орёл с распростёртыми крыльями держит венок из дубовых ветвей со свастикой), снизу по часовой стрелке надпись по кругу: ZENTRALNOTENBANK UKRAINE. По четырём углам банкноты номинал цифрами, слева вертикальная надпись большими буквами снизу вверх: ZEHN (Десять), отделённая рамкой от основного поля банкноты. Справа в прямоугольной фигурной мандале — портрет крестьянки с платком на голове и снопом пшеницы в руках, под ним обозначение серии, отделенное точкой от семизначного номера; все цифры и точка — красного цвета. Цвета фона — оливковый и красно-коричневый, цвет печати — коричневый.
В центре в округлой фигурной мандале номинал большими цифрами. Вверху в две строки надпись на немецком языке: ZENTRALNOTENBANK UKRAINE / ZEHN KARBOWANEZ, снизу под цифрой та же надпись на украинском языке: ДЕСЯТЬ КАРБОВАНЦІВ / ЦЕНТРАЛЬНИЙ ЕМІСІЙНИЙ БАНК УКРАЇНА. Слева от центрального номинала — предостерегающая надпись в три строки: GELOFÄLSCHUNG WIRD MIT ZUCHTHAUS BESTRAFT, справа от номинала та же надпись на украинском языке: ФАЛЬШУВАННЯ ГРОШЕВИХ ЗНАКІВ КАРАЄТЬСЯ ТЯЖКОЮ ТЮРМОЮ (Изготовление фальшивых денежных знаков карается тюремным заключением). По четырём углам банкноты номинал цифрами.
Банкнота в 10 карбованцев выпущена в обращение в 1942 году Центральным эмиссионным банком Украины. Использовалась до конца 1944 года.

## Банкнота 1992—1994 годов
Банкноты номиналом 10 карбованцев были изготовлены на Специальной банковской типографии во Франции в 1991 году.
Банкноты печатались на белой бумаге. Размер банкнот составлял: длина 105 мм, ширина — 53 мм. Водяной знак — «паркет».
На аверсной стороне банкноты в центральной части слева размещено скульптурное изображение Лыбеди с Памятного знака в честь основания Киева. С правой стороны на банкноте содержатся надписи Украина, Купон, 10 карбованцев, Национальный банк Украины и год выпуска — 1991.
На реверсной стороне банкноты размещено гравюрное изображение Софийского собора в Киеве и в каждом из углов обозначен номинал купюры. Преобладающий цвет на обеих сторонах — розовый.
Банкнота введена в обращение 10 января 1992, изъята — 1 октября 1994 года.